# Отделение №2 (Восточно-Казахстанская область)
Отделение №2 (каз. II Бөлімше ауылы) — упразднённое село в Бородулихинском районе Восточно-Казахстанской области Казахстана. Входило в состав Ленинского сельского округа. Ликвидировано в 2006 году.

## Население
По данным переписи 1999 года в селе проживало 43 человека (22 мужчины и 21 женщина).